# Base de Hidroaviones de Pauloff Harbor
La Base de Hidroaviones de Pauloff Harbor (IATA: KPH, FAA LID: KPH) es una base de hidroaviones ubicado en Pauloff Harbor (Isla de Sanak) en el Estado de Alaska.
Pauloff Harbor es una comunidad ubicada en la costa norte de la isla de Sanak , a unos noventa kilómetros de False Pass. La principal forma de transporte son las embarcaciones y los hidroaviones desde False Pass o King Cove.

## Instalaciones
La Base de Hidroaviones de Pauloff Harbor tiene una zona de aterrizaje de orientación N/S con dimensiones de 3.000 por 500 pies (914 x 152 m).